# Метод ZINDO/S
Метод ZINDO/S — метод INDO, параметризований для того, щоб відтворити з використанням методів однозбуджених конфігураційних взаємодій енергії електронних переходів, які експериментально фіксуються в ультрафіолетовій області спектрів.